# Dekanat konstanciński
Dekanat konstanciński – jeden z 25 dekanatów rzymskokatolickich archidiecezji warszawskiej wchodzącej w skład metropolii warszawskiej. W skład dekanatu wchodzi 7 parafii:
- Najświętszej Maryi Panny Królowej Pokoju w Baniosze
- Św. Urszuli Ledóchowskiej w Chylicach
- Św. Józefa Oblubieńca NMP w Jeziornie Fabrycznej (Mirków)
- parafia pw. Wniebowzięcia NMP w Konstancinie
- Św. Bożej Rodzicielki Maryi w Klarysewie
- Matki Bożej Anielskiej w Skolimowie
- Św. Zygmunta w Słomczynie